# Пичерский сельсовет
Пичерский сельсовет — муниципальное образование со статусом сельского поселения в Рассказовском районе Тамбовской области.
Административный центр — село Пичер.

## История
В соответствии с Законом Тамбовской области от 17 сентября 2004 года № 232-З установлены границы муниципального образования и статус сельсовета как сельского поселения.

## Население
| 2010  | 2012  | 2013  | 2014  | 2015  | 2016  | 2017  |
| ----- | ----- | ----- | ----- | ----- | ----- | ----- |
| 1205  | ↘1164 | ↘1115 | ↘1063 | ↘1061 | ↘1042 | ↘1032 |
| 2018  | 2019  | 2020  | 2021  |       |       |       |
| ↘1016 | ↗1025 | ↗1033 | ↗1118 |       |       |       |

## Состав сельского поселения
| № | Населённый пункт                | Тип населённого пункта       | Население |
| - | ------------------------------- | ---------------------------- | --------- |
| 1 | 2-е отделение совхоза «Арженка» | посёлок                      | 500       |
| 2 | Ивановка                        | деревня                      | 190       |
| 3 | Надеждино                       | деревня                      | 62        |
| 4 | Пичер                           | село, административный центр | 453       |